# Championnat d'Aruba de football 2021-2022
Navigation
Édition précédente Édition suivante
La saison 2021-2022 du championnat d'Aruba de football est la trente-sixième édition de la Division di Honor, le championnat de première division à Aruba. Les dix meilleures équipes de l'île sont regroupées au sein d’une poule unique où elles s’affrontent au cours d'une phase de championnat, avant une phase finale où les quatre premiers participent à un mini-championnat afin de se qualifier pour la finale qui détermine le champion d'Aruba.
Le SV Deportivo Nacional remet son titre officieux acquis en 2021 en jeu. C'est le SV Dakota qui remporte la finale face au SV Racing Club Aruba.

## Les équipes participantes
| \| Oranjestad : Dakota RC Aruba River Plate Oranjestad Nacional Bubali United Caravel Britannia La Fama Estrella \| Localisation des équipes engagées. |
| Oranjestad : Dakota RC Aruba River Plate Oranjestad Nacional Bubali United Caravel Britannia La Fama Estrella                                          |

| Équipe                   | Classement 2021 | Ville       | Stade                            |
| ------------------------ | --------------- | ----------- | -------------------------------- |
| SV Deportivo Nacional    | Champion        | Noord       | Veld Sports Complex              |
| SV La Fama               | Finaliste       | Savaneta    | Savaneta Turf Field              |
| SV Racing Club Aruba     | Demi-finaliste  | Oranjestad  | Stade Trinidad                   |
| SV Dakota                | Demi-finaliste  | Oranjestad  | Stade Trinidad                   |
| SV Britannia             | 5e              | Piedra Plat | Piedra Plat Entertainment Center |
| SV Estrella              | 6e              | Papilon     | Stade Trinidad                   |
| SV Independiente Caravel | 7e              | Angochi     |                                  |
| SV Bubali                | 8e              | Noord       | Veld Sports Complex              |
| River Plate Aruba        | Promu           | Oranjestad  | Stade Trinidad                   |
| SC United                | Promu           | Noord       | Veld Sports Complex              |

Légende des couleurs
- Tenant du titre
- Promu de Division Uno

## Compétition
Le barème utilisé pour établir le classement est le suivant :
- Victoire : 3 points
- Match nul : 1 point
- Défaite : 0 point

### Saison régulière

#### Classement
| Rang | Équipe                   | Pts | J  | G  | N | P  | Bp | Bc | Diff |
| ---- | ------------------------ | --- | -- | -- | - | -- | -- | -- | ---- |
| 1    | SV Dakota                | 45  | 18 | 15 | 0 | 3  | 76 | 16 | +60  |
| 2    | SV Racing Club Aruba C   | 44  | 18 | 13 | 5 | 0  | 69 | 11 | +58  |
| 3    | SV Britannia             | 34  | 18 | 10 | 4 | 4  | 46 | 23 | +23  |
| 4    | SV La Fama               | 32  | 18 | 10 | 2 | 6  | 36 | 28 | +8   |
| 5    | SV Deportivo Nacional T  | 30  | 18 | 9  | 3 | 6  | 68 | 34 | +34  |
| 6    | SV Independiente Caravel | 24  | 18 | 7  | 3 | 8  | 29 | 56 | -27  |
| 7    | River Plate Aruba P      | 20  | 18 | 6  | 2 | 10 | 35 | 42 | -7   |
| 8    | SV Estrella              | 14  | 18 | 4  | 2 | 12 | 31 | 65 | -34  |
| 9    | SC United P              | 11  | 18 | 3  | 2 | 13 | 35 | 74 | -39  |
| 10   | SV Bubali                | 4   | 18 | 1  | 1 | 16 | 8  | 84 | -76  |

|  | Qualification pour les demi-finales                                                          |
|  | Barrage de relégation                                                                        |
|  | Relégué                                                                                      |
|  | T : Tenant du titre C : Vainqueur de la Coupe d'Aruba P : Promu de Division Uno en 2021-2022 |

### Kaya 4

#### Classement
| Rang | Équipe                 | Pts | J | G | N | P | Bp | Bc | Diff |
| ---- | ---------------------- | --- | - | - | - | - | -- | -- | ---- |
| 1    | SV Dakota              | 15  | 6 | 5 | 0 | 1 | 19 | 6  | +13  |
| 2    | SV Racing Club Aruba C | 13  | 6 | 4 | 1 | 1 | 14 | 9  | +5   |
| 3    | SV La Fama             | 4   | 6 | 1 | 1 | 4 | 7  | 15 | -8   |
| 4    | SV Britannia           | 3   | 6 | 1 | 0 | 5 | 10 | 20 | -10  |

|  | Qualification pour la finale                          |
|  | T : Tenant du titre C : Vainqueur de la Coupe d'Aruba |

### Finale
| 18 juin 2022 | SV Dakota                                                                                | 4 - 2   | SV Racing Club Aruba                       | Stade Trinidad, Oranjestad |  |
|              | Camilo Peña 35e · Sebastian Montoya 42e · Fernando de Sousa 51e (pen.) · Ricky Hodge 67e | (2 - 0) | 45e Francis Albert · 90e (pen.) Jhon Silva |                            |  |

| 22 juin 2022 | SV Racing Club Aruba                  | 2 - 2   | SV Dakota                | Stade Trinidad, Oranjestad |  |
|              | Jean-Luc Bergen 63e (pen.) 74e (pen.) | (0 - 1) | 6e 85e Fernando de Sousa |                            |  |

| Vainqueur de Division di Honor 2021-2022 SV Dakota 17e titre |

### Barrages de promotion-relégation

#### Classement
| Rang | Équipe                 | Pts | J | G | N | P | Bp | Bc | Diff |
| ---- | ---------------------- | --- | - | - | - | - | -- | -- | ---- |
| 1    | SV Estrella (D1)       | 9   | 3 | 3 | 0 | 0 | 8  | 1  | +7   |
| 2    | SC United (D1)         | 4   | 3 | 1 | 1 | 1 | 4  | 6  | -2   |
| 3    | SV Sporting Aruba (D2) | 3   | 3 | 1 | 0 | 2 | 3  | 4  | -1   |
| 4    | SV Unistars (D2)       | 1   | 3 | 0 | 1 | 2 | 2  | 7  | -5   |

|  | Qualification pour la Division di Honor 2022-2023 |
|  | Qualification pour la Division Uno 2022-2023      |

## Bilan de la saison
| Championnat d'Aruba de football 2021-2022 |                       |
| Champion                                  | SV Dakota (17e titre) |
| Dauphin                                   | SV Racing Club Aruba  |
| Coupes et trophées                        |                       |
| Vainqueur de la Coupe d'Aruba 2021-2022   | SV Racing Club Aruba  |
| Qualifications continentales              |                       |
| Caribbean Club Shield 2023                | SV Dakota             |
| Promotions et relégations                 |                       |
| Promus en Division di Honor               | SV Atletico Santa Fe  |
| Relégués en Division Uno                  | SV Bubali             |